# Лэндис, Флойд
Флойд Лэндис (англ. Floyd Landis; род. 14 октября 1975, Фармерсвилл, Пенсильвания) — американский шоссейный велогонщик, известный по скандальной истории с дисквалификацией за допинг на Тур де Франс 2006, где он финишировал первым. Позже Лэндис признался, что постоянно принимал допинг, и неоднократно заявлял, что многие гонщики, в том числе Лэнс Армстронг, также использовали запрещённые препараты.